# Do You Know (album de Jessica Simpson)
Albums de Jessica Simpson
A Public Affair
(2006) Playlist : The Very Best of Jessica Simpson
(2010)
Singles
1. Come on Over
Sortie : 27 mai 2008
2. Remember That
Sortie : 29 septembre 2008
3. Pray Out Loud
Sortie : 12 janvier 2009

Do You Know est le sixième album de la chanteuse américaine Jessica Simpson, sorti le 9 septembre 2008. Cet album est également son premier disque de musique country, le seul et unique opus de sa carrière à être distribué par Columbia Nashville/Epic Records et le dernier album studio de Jessica chez Sony Music. L'album est composé par Brett James et John Shanks.
L'opus débute à la première place du Billboard Country Charts et atteint la quatrième meilleure place du Billboard 200, avec 65 000 copies vendues dès la première semaine de sa sortie. Il s'est vendu à 400 000 exemplaires dans le monde.
L'album génère trois singles : le premier Come on Over, se classe à la 41e place au Hot Country Songs, dès la semaine de sa sortie, établissant le record depuis le tube Me and Charlie Talking de Miranda Lambert et I Meant To de Brad Cotter, Remember That, qui s'érige directement à la première place du Billboard Bubbling Under Hot 100 et atteint la 41e place au Billboard Country Songs et Pray Out Loud arrive dans le classement pour en sortir aussitôt.

## Historique
À la suite de l'album A Public Affair, publié en 2006, son père et manager, Joe Simpson, déclare en septembre 2007, que Jessica pensait sérieusement à se lancer dans la musique country. Elle déclare vouloir sortir un album de country et revenir à ses racines, étant originaire du Texas. De ce fait, Jessica poursuit alors sa démarche dans la musique country, qu'elle avait entamée depuis 2005, avec le titre "These Boots Are Made for Walkin'", qu'elle interpréta sur la bande originale du film Shérif, fais-moi peur et l'apparition dans le vidéoclip "You Don't Think I'm Funny Anymore" de Willie Nelson.

## Composition
La piste qui ouvre l'album et qui officie de premier single est "Come on Over", coécrit par d'autres artistes issus de la musique country comme : Rachel Proctor, Victoria Banks et Simpson elle-même. Les paroles de la chanson mid-tempo dévoile les intentions sur l'amant de la narratrice. Simpson a déclaré: "La chose amusante à propos de la chanson est l'anxiété ressentie envers le gars à venir de suite et là. Tout le monde a ressenti ça avant". Le second extrait de l'opus et deuxième single "Remember That", est également écrit par Rachel Proctor et Victoria Banks. La chanson dévoile les abus domestiques faites sur une femme, dont Jessica l'incite à quitter son agresseur. Dans ce titre, elle chante “It doesn’t matter how he hurts you / With his hands or with his words / You don’t deserve it / It ain’t worth it / Take your heart and run.” “Ca n'a plus d'importance comment il t'a fait mal / Avec ses mains ou avec ses mots / Tu ne le mérite pas / C'est pas la peine / Prends ton cœur et court.”. La troisième piste et single "Pray Out Loud", chanson mid-tempo, qui parle de prière, est composé en clé de Si majeur et agrémentée d'une guitare acoustique. "You're My Sunday", est une chanson en clé de Sol mineur, appuyée par une guitare électrique, écrite par by Simpson, Luke Laird, Hillary Lindsey.
La cinquième chanson "Sipping On History", est une ballade en clé de Si majeur, agrémentée d'une guitare acoustique, qui parle d'avenir. Quant à "Still Beautiful", sixième piste de l'opus, est une chanson mid-tempo pop-country, qui parle de la beauté.
Le septième extrait "Still Don't Stop Me", est une ballade en clé de Mi majeur, qui parle d'un amour qui devient mauvais, est appuyé par une guitare acoustique et des percussions. "When I Loved You Like That", la huitième piste, typiquement country, qui parle d'acceptation de l'autre, est écrite par Simpson, A. Mayo, H. Lindsey, C. Lindsey. "Might As Well Be Making Love", qui parle d'amour, est un titre country, écrit par Gordie Simpson, Troy Verges et Hillary Lindsey. La dixième chanson, "Man Enough", titre country aux influences pop, qui parle de maturité, est écrit par Simpson, Brett James et Troy Verges. La onzième chanson "Do You Know", qui clôture l'opus, est une ballade country, en duo avec Dolly Parton, qui parle de toutes les façons d'aimer un homme.

## Singles
Le 27 mai 2008, elle publie le premier single Come on Over, se classe à la 41e place au Hot Country Songs, dès la semaine de sa sortie, établissant le record depuis le tube Me and Charlie Talking de Miranda Lambert et I Meant To de Brad Cotter. Le vidéoclip qui accompagne la chanson, est réalisé par Liz Friedlander. Il y démontre Jessica en train d'attendre que son homme arrive, alternant avec des scènes où elle chante dans une grange, accompagnée de musiciens. Jessica Simpson Come On Over vidéo officielle Youtube.com
Le 29 septembre 2008, elle sort un second extrait, intitulé Remember That, qui s'érige directement à la première place du Billboard Bubbling Under Hot 100 et atteint la 41e place au Billboard Country Songs. Selon Nielsen Soundscan, Remember That s'est écoulé à 207 000 exemplaires en termes de ventes digitales. Ce titre ne bénéficie pas de vidéoclip.
Le 12 janvier 2009, un troisième single, Pray Out Loud, est dévoilé et arrive dans le classement pour en sortir aussitôt. Ce titre ne bénéficie pas de vidéoclip.

## Performance commerciale
L'opus débute à la première place du Billboard Country Charts et atteint la quatrième meilleure place du Billboard 200, avec 65 000 copies vendues dès la première semaine de sa sortie. Il s'est vendu à 400 000 exemplaires dans le monde.

## Liste des titres et formats
| No  | Titre                                | Durée |
| --- | ------------------------------------ | ----- |
| 1.  | Come on Over                         | 2:54  |
| 2.  | Remember That                        | 3:44  |
| 3.  | Pray Out Loud                        | 3:45  |
| 4.  | You're My Sunday                     | 4:40  |
| 5.  | Sipping on History                   | 4:14  |
| 6.  | Still Beautiful                      | 3:44  |
| 7.  | Still Don't Stop Me                  | 3:27  |
| 8.  | When I Loved You Like That           | 4:06  |
| 9.  | Might as Well Be Making Love         | 3:51  |
| 10. | Man Enough                           | 4:19  |
| 11. | Do You Know (featuring Dolly Parton) | 5:04  |
| 12. | Never Not Beautiful (bonus track)    | 3:46  |

## Classement hebdomadaire
| Chart (2008)                  | Peak position |
| ----------------------------- | ------------- |
| U.S. Billboard Country Charts | 1             |
| U.S. Billboard 200            | 4             |
| U.S. Top Internet Albums      | 4             |
| Canada Top 100 Albums         | 13            |
| Australie                     | 95            |
| Australie ARIA Country Chart  | 6             |

## Personnel
- Brett James : auteur, compositeur, choriste, producteur
- John Shanks : auteur, compositeur, guitare, guitare acoustique, guitare électrique, basse, producteur
- Troy Lancaster: : guitare électrique
- Tom Bukovac : guitare électrique
- Bryan Sutton : guitare acoustique
- Hya Toshinsky : guitare acoustique
- Craig Young : basse
- Jimmie Lee Sloas : basse
- Jeff Rotschild : drums, mixeur
- Shanon Forest: drums
- Mike Johnson : pied à pédale
- Jonathan Yudkin : mandoline
- Charles Judge : violon, mandoline
- Luke Wooten : mixeur
- Andrew Mendelson : mastering
- Alex Gibson : ingénieur additionel
- Vance Powell :  ingénieur additionel
- Greg Headen : ingénieur additionel
- Aaron Kasdorf : assistant ingénieur
- Seth Morton : assistant ingénieur
- John Caldwell : assistant ingénieur
- Shari Shutcliffe : contractrice, coordinatrice
- Lars Fox : éditeur
- Nate Lowery : assistant production
- Jessica Simpson : auteur, interprète
- Rachael Proctor : auteur
- Victoria Banks : auteur
- Brett James : auteur
- Hillary Lindsey : auteur, choriste
- Luke Laird : auteur
- Aimee Mayo : auteur
- Chris Lindsay : auteur
- Geordie Simpson : auteur
- Troy Verges : auteur
- Dolly Parton : auteur
- Scott Macdaniel : A&R direction
- Tracy Baskette-Fleaner : Art direction/design
- Diane Spoto : Liner notes
- Judy Forde-Blair : production créative
- Tammie Harris-Cleek : production créative
- Carole Ann Mobley : A&R assistant
- Wayne Maser : photographie
- Ken Pavès : coiffeur
- Mary Phillips : Makeup
- Talor Jacobson : styliste